# ウラジーミル・アクショーノフ
ウラジーミル・ヴィクトロヴィチ・アクショーノフ（Vladimir Viktorovich Aksyonov、ロシア語: Влади́мир Ви́кторович Аксёнов、1935年2月1日 - 2024年4月9日）は、ソビエト連邦の宇宙飛行士である。
リャザン州出身。既婚で、2人の子供がいる。

## 生涯
1973年3月3日に宇宙飛行士に選ばれた。ソ連邦英雄を2度受章し、1988年10月17日に引退した。
彼はフライトエンジニアとしてソユーズ22号とソユーズT-2で宇宙飛行を行い、現在は鉱物資源研究所に勤めている。
2024年4月9日に訃報がロスコスモスにより発表された。89歳没。